# Пфефелбах
Пфефелбах (њем. Pfeffelbach) општина је у њемачкој савезној држави Рајна-Палатинат. Једно је од 98 општинских средишта округа Кузел. Према процјени из 2010. у општини је живјело 986 становника. Посједује регионалну шифру (AGS) 7336077.

## Географски и демографски подаци
Пфефелбах се налази у савезној држави Рајна-Палатинат у округу Кузел. Општина се налази на надморској висини од 310 метара. Површина општине износи 11,3 km². У самом мјесту је, према процјени из 2010. године, живјело 986 становника. Просјечна густина становништва износи 87 становника/km².